# Lenira Santos
Lenira Santos (sinh ngày 21 tháng 4 năm 1987) là một vận động viên chạy nước rút người Cabo Verde.
Santos dự định sẽ thi đấu ở nội dung 200 mét nữ tại Thế vận hội Mùa hè 2008 nhưng sau đó bị rút ra vì chấn thương.
Santos cũng đã tham gia các sự kiện 200 và 400 mét tại Đại hội Thể thao Lusophony 2006 ở Macau.